# Friedhof St. Leonhard
Der St.-Leonhard-Friedhof in Graz liegt im Stadtteil St. Leonhard und gehört zur römisch-katholischen Pfarre Graz-St. Leonhard. Der große Friedhof befindet sich im Süden und Osten der Leonhardkirche und enthält zahlreiche historisch bedeutende Grabdenkmäler.

## Geschichte

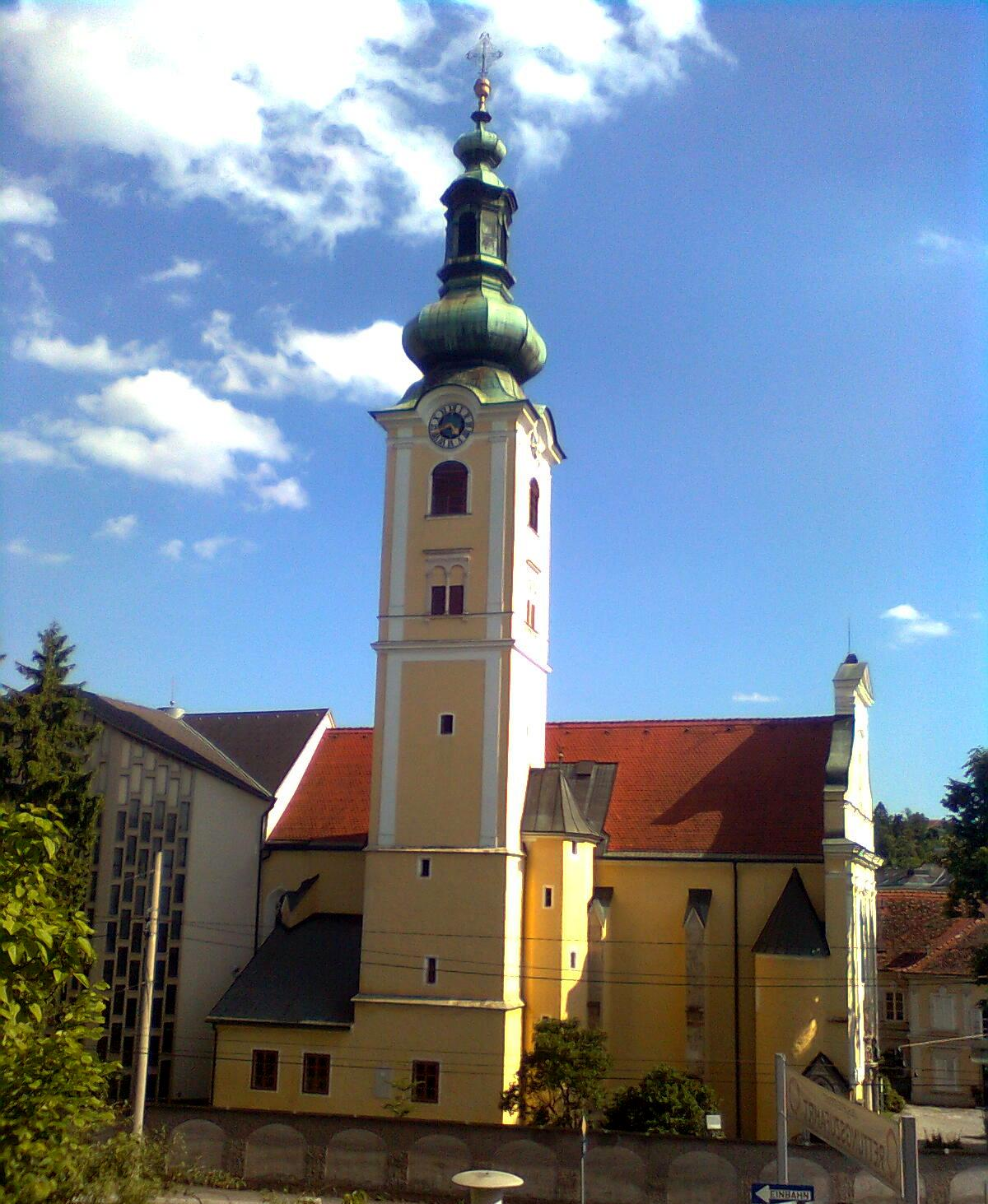
Leonhardkirche

Die Geschichte des St.-Leonhard-Friedhofs reicht bis ins 15. Jahrhundert zurück. Mit der Einweihung der Leonhardkirche als Pfarrkirche im Jahre 1483 dürfte auch die Anlage eines eigenen Pfarrfriedhofes verbunden gewesen sein, erstmals urkundlich belegt ist ein Friedhof bei St. Leonhard im Jahr 1468. Diese Begräbnisstätte erstreckte sich unmittelbar um die Leonhardkirche herum. Mit Beginn des 19. Jahrhunderts wurden die Bestattungen in diesem Kirchhof eingestellt und ein neuer Pfarrfriedhof am heutigen Standort angelegt. Der erste Teil (Abteilung A I) des neuen St.-Leonhard-Pfarrfriedhofs wurde am 26. November 1817 feierlich eröffnet. Ein Verzeichnis der Gräber in der Pfarre St. Leonhard aus dem Jahr 1827 listet noch 33 Grabstellen auf dem alten Kirchhof und bereits 43 auf dem neuen Pfarrfriedhof auf. Die wichtigste Begräbnisstätte in Graz war damals der St.-Peter-Friedhof, wie zahlreiche historisch-topographische Veröffentlichungen belegen.
Im Verlauf des 19. Jahrhunderts wurde die Entwicklung des St.-Leonhard-Friedhofs von zwei gegensätzlichen Tendenzen geprägt, nämlich von Forderungen der Pfarrbevölkerung nach seiner Erweiterung aufgrund von Platzmangel einerseits und von Forderungen der Stadtgemeinde Graz nach seiner Schließung zugunsten des neuen Zentralfriedhofs andererseits. Die Grazer Bevölkerung nahm rasch zu, sodass die Planung eines zentralen Friedhofs außerhalb der Stadt sinnvoll erschien. Dazu kamen hygienische Bedenken, da das Areal um St. Leonhard immer stärker verbaut wurde. Der anhaltende Zuzug erforderte 1849 eine erste Erweiterung des St.-Leonhard-Friedhofs (Abteilung A II), zwei weitere Erweiterungen (B I – B IV) folgten 1864 und 1878. Zur gleichen Zeit strebte der Grazer Stadtrat die Auflassung der kirchlichen Friedhöfe in der Stadt an, wozu neben dem St.-Leonhard-Friedhof auch der St.-Peter-Friedhof, der Steinfeldfriedhof und der Kalvarien-Friedhof gezählt wurden. Nach den Plänen des Stadtrates sollte der neue Zentralfriedhof als alleinige Begräbnisstätte von Graz dienen und deshalb einen interkonfessionellen Charakter besitzen. Die heftig umstrittene "Grazer Friedhofsfrage" konnte erst 1894 durch den Verkauf des Zentralfriedhofs an die katholische Stadtpfarre gelöst werden, worauf die Auflassung der kirchlichen Friedhöfe vom Stadtrat nicht weiterverfolgt wurde.

Grab der Anna Freifrau von John, Witwe des Generalstabschefs und Kriegsministers Franz von John (1815–1876), am Friedhof St. Leonhard

In der zweiten Hälfte des 19. Jahrhunderts wurde der freie Raum zwischen der Grazer Innenstadt und St. Leonhard als Siedlungsgebiet erschlossen. Im Pfarrgebiet setzte eine rege Bautätigkeit ein, und die bisherige Vorstadtpfarre wurde zur städtischen Pfarre. Namhafte Persönlichkeiten siedelten sich im Pfarrgebiet an, darunter viele Hochschulprofessoren, Adelige, pensionierte Militärs und hohe Beamte aus allen Teilen der Habsburgermonarchie, die hier ihren Lebensabend verbrachten. Auch die Nähe zur heutigen Universitätsklinik Graz machte sich bemerkbar, indem viele Ärzte nach St. Leonhard kamen. Während entlang der Verbindungsstraßen ins Grazer Stadtzentrum große bürgerliche Häuser entstanden, begann sich der St.-Leonhard-Friedhof als Begräbnisstätte bedeutender Persönlichkeiten zu etablieren und wurde früh zum Prominentenfriedhof der Stadt. 1853 wurde der Feldzeugmeister Julius Freiherr von Haynau hier bestattet, 1865 der Historiker Friedrich von Hurter, 1872 Wilhelm von Tegetthoff, der Sieger der Seeschlacht von Lissa, und 1876 der Diplomat und Orientforscher Anton Graf Prokesch von Osten, der sich durch Theophil Hansen ein großes Mausoleum auf dem St.-Leonhard-Friedhof hatte errichten lassen. Auch namhafte einheimische Künstler schufen bedeutende Grabdenkmäler, wie etwa der Bildhauer Wilhelm Gösser, der ebenfalls hier bestattet ist. Die Grafen Brandis, Festetics, Herberstein und Künigl besitzen Familiengrüfte, außerdem sind auf dem St.-Leonhard-Friedhof zahlreiche Mitglieder des Militär-Maria-Theresien-Ordens (MMTO) begraben.
Die letzte Vergrößerung des St.-Leonhard-Friedhofs (C-Teil) erfolgte 1962, der auch für Urnengräber und Urnennischen ausgelegt ist. Im Herbst 2012 wurde im jüngsten Teil des Friedhofs  ein naturnaher Begräbnisort mit Rasen und Bäumen geschaffen. Die Verstorbenen aus dem von Pater Wolfgang Pucher geleiteten Vinzi-Dorf für Grazer Obdachlose werden in einer Gemeinschaftsgrabanlage bestattet.

## Bestattungen (Auswahl)
- Julius Freiherr von Haynau (1786–1853), k.k. Feldzeugmeister, MMTO
- Josipina Toman (1833–1854), Schriftstellerin
- Joseph Freiherr von Novak (1774–1860), k.k. Feldmarschalleutnant, MMTO
- Carl Freiherr von Smola (1802–1862), k.k. Generalmajor, MMTO
- Jakob Lorber (1800–1864), Schriftsteller und Mystiker
- Friedrich von Hurter (1787–1865), Historiker
- Joseph Freiherr Martini von Nosedo (1806–1868), k.u.k. Feldmarschalleutnant, MMTO
- Andreas Ritter von Hüttenbrenner (1797–1869), Bürgermeister von Graz
- Wilhelm von Tegetthoff (1827–1871), k.u.k. Vizeadmiral, MMTO
- Anton Graf Prokesch von Osten (1795–1876), k.u.k. Feldzeugmeister, Diplomat und Orientalist
- Joseph Freiherr Jablonski del Monte Berico (1806–1876), k.u.k. Feldzeugmeister, MMTO[11]
- Sophie von Scherer (1817–1876), Schriftstellerin
- Martin Ritter von Kink (1800–1877), Techniker und Industrieller
- Julius Joseph Graf Bernay von Favancourt (1804–1880), k.u.k. Generalmajor, MMTO
- Ludwig Ritter von Benedek (1804–1881), k.u.k. Feldzeugmeister, MMTO
- Ludwig Carl Seydler (1810–1888), Organist und Komponist des Dachsteinliedes
- Robert Hamerling (1830–1889), Dichter und Schriftsteller
- Alexander Freiherr von Warsberg (1836–1889), Orientalist, Reisebegleiter  Kaiserin Elisabeths, Ideengeber für das Achilleion
- Faust Pachler (1819–1891), Dichter
- Johann Rosenzweig Edler von Powacht (1815–1891), k.u.k. Generalmajor
- Karl Blodig (1820–1891), Augenarzt und Hochschullehrer
- Friedrich Kaltenegger Ritter von Riedhorst (1820–1892), Beamter und Politiker
- Joseph Freiherr von Ringelsheim (1820–1893), k.u.k. Feldzeugmeister
- Moritz Ritter von Franck (1814–1895), Bürgermeister von Graz
- Albert Miller von Hauenfels (1818–1897), Montanist
- Joseph Zapletal (1839–1897), Theologe und Journalist
- Anton Absenger (1820–1899), Komponist
- Ladislaus Gundacker Graf Wurmbrand-Stuppach (1838–1901), Landeshauptmann der Steiermark 1884–1893
- Franz Krones Ritter von Marchland (1835–1902), Historiker
- Richard Freiherr von Krafft-Ebing (1840–1902), Psychiater und Rechtsmediziner
- Adolf Jarisch (1850–1902), Mediziner
- Valentin Puntschart (1825–1904), Jurist und Hochschullehrer
- Julius Freiherr von Horst (1830–1904), k.u.k. Generalmajor und Staatsmann
- Ferdinand Ritter von Attlmayr (1829–1906), k.u.k. Marineoffizier
- Guido Freiherr Kübeck von Kübau (1829–1907), k.u.k. Statthalter in der  Steiermark
- Anton Seydler (1850–1908), Organist und Hochschullehrer
- Carl von Köppel (1845–1910), k.u.k. Vizeadmiral
- Maximilian Freiherr von Pitner (1833–1911), k.u.k. Admiral
- Raban Freiherr von Canstein (1845–1911), Jurist und Hochschullehrer
- Karl Freiherr Kappel von Savenau (1837–1916), Komponist und Musikschriftsteller
- Franz Freiherr von Minutillo (1840–1916), k.u.k. Admiral[12]
- Franz Poche (1844–1916), Altbürgermeister und Ehrenbürger von Linz
- Heinrich von Buchta (1833–1919), k.u.k. Vizeadmiral
- Heinrich von Krauss (1847–1919), k.u.k. Feldmarschalleutnant
- Eugen Guglia (1857–1919), Historiker, Journalist und Schriftsteller
- Rudolf von Scala (1860–1919), Althistoriker und Hochschullehrer
- Karl Ritter von Kurz (1832–1920), k.u.k. Feldmarschalleutnant, Vater von Karl Ritter von Kurz
- Alexius Meinong Ritter von Handschuchsheim (1853–1920), Philosoph und Psychologe
- Ernestine von Kirchsberg (1857–1924), Landschaftsmalerin
- Guido Freiherr von Call zu Rosenburg und Kulmbach (1849–1927), Diplomat und Politiker
- Bruno Ertler (1889–1927), Schriftsteller
- Prokop Freiherr von Rokitansky (1842–1928), Pathologe und Hochschullehrer
- Alfons Bernáth von Bosutpolje (1842–1928), k.u.k. Feldmarschalleutnant
- August Musger (1868–1929), Priester und Physiker
- Cornelio August Doelter (1850–1930), Mineraloge
- Raimund Friedrich Kaindl (1866–1930), Historiker
- Rudolf Meringer (1859–1931), Sprachforscher und Hochschullehrer
- Kurt Kaser (1870–1931), Historiker
- Arnold Luschin Ritter von Ebengreuth (1841–1932), Numismatiker und Hochschullehrer
- Wilhelm Fischer (1846–1932), Schriftsteller
- Josef Schön (1863–1933), k.u.k. Feldmarschalleutnant, MMTO[13]
- Stephan Duić (1877–1934), k.u.k. Offizier des Bosnisch-Hercegovinischen Infanterieregiments Nr. 2
- Liborius Ritter von Frank (1848–1935), k.u.k. Feldzeugmeister
- Armin Ehrenzweig (1864–1935), Rechtswissenschaftler
- Rudolf Edler von Chavanne (1850–1936), k.u.k. General der Infanterie
- Viktor Mytteis (1874–1936), Maler und Kunsterzieher
- Johann Ranftl (1865–1937), Priester, Literatur- und Kunsthistoriker
- Franz Bockenheimer Ritter von Bockenheim (1856–1937), k.u.k. Feldzeugmeister[14]
- Rigobert Possek (1873–1937), Ophthalmologe und Hochschullehrer
- Johann Rosenzweig Edler von Powacht (1862–1938), k.u.k. Generalmajor
- Viktor Zack (1854–1939), Volksliedforscher
- Maximilian Daublebsky von Eichhain (1865–1939), k.u.k. Vizeadmiral
- Heinrich Seitz von Treffen (1870–1940), k.u.k. Konteradmiral
- Theodor von Winterhalder (1861–1941), k.u.k. Konteradmiral
- Otmar Schissel von Fleschenberg (1884–1943), klassischer Philologe
- Herbert Eichholzer (1903–1943), Architekt und Widerstandskämpfer
- Ernst Mally (1879–1944), Philosoph und Hochschullehrer
- Johann von Grivicic (1852–1945), k.u.k. General der Infanterie
- Wilhelm Edler von Kaan (1865–1945), Landeshauptmann der Steiermark 1918–1919
- Rudolf Müller (1865–1945), k.u.k. General der Pioniere, MMTO
- Paul Puntschart (1867–1945), Rechtshistoriker und Hochschullehrer
- Alois Dienstleder (1885–1946), Landeshauptmann der Steiermark 1933–1934
- Rudolf von Kapri (1887–1946), Journalist und Schriftsteller
- Otto Freiherr Ellison von Nidlef (1868–1947), k.u.k. Generalmajor, MMTO
- Franz Böhme (1885–1947), General der Gebirgstruppe in der deutschen Wehrmacht
- Hans Paul (1871–1948), Landeshauptmann der Steiermark 1927–1928
- Anton Graf von Widmann-Sedlnitzky (1865–1949), k.u.k. Kämmerer und Wirklicher Geheimer Rat
- Otto Seyller (1866–1949), Rektor der Montanuniversität Leoben 1913–1915
- Richard Müller (1867–1950), k.u.k. General der Artillerie, MMTO[15]
- Anton Apold (1877–1950), Generaldirektor der Alpine Montangesellschaft
- Hugo Metzger (1881–1950), General der Infanterie des Bundesheeres[16]
- Johanna Loisinger (1865–1951), Opernsängerin, Gemahlin des Alexander Grafen von Hartenau
- Fritz Tomann (1890–1955), k.u.k. Major, MMTO
- Daniel Pauluzzi (1866–1956), Maler und Bildhauer
- Alfred Rausnitz (1876–1956), Landeshauptmann des Burgenlandes 1922–1923
- Rudolf Scharfetter (1880–1956), Botaniker und Pflanzengeograph
- Alfons Knaffl-Lenz (1878–1957), Diplomat
- Otto Tumlirz (1890–1957), Psychologe und Pädagoge
- Viktor Ritter von Geramb (1884–1958), Volkskundler und Hochschullehrer
- Leo Scheu (1886–1958), Künstler und Eisläufer
- Anton Hafferl (1886–1959), Anatom und Hochschullehrer
- Arnold Schober (1886–1959), Archäologe und Hochschullehrer
- Artur Steinwenter (1888–1959), Rechtshistoriker
- Adolf Brunnlechner (1863–1960), Maler, Grafiker und Kunsthistoriker
- Anton Pfrogner (1886–1961), Politiker
- Friedrich Zotter (1894–1961), Architekt und Hochschullehrer
- Erich Swoboda (1896–1964), Althistoriker und Hochschullehrer
- Hans Riehl (1891–1965), Sozialwissenschaftler
- Wilhelm Gösser (1881–1966), Bildhauer
- Konrad Königswieser (1903–1967), Bankmanager
- Djavidan Hanum (1877–1968), Schriftstellerin und Malerin, Gemahlin des Khediven Abbas II.
- Carl Lipp (1892–1969), Politiker
- Oskar Mathias (1900–1969), Astronom und Hochschullehrer
- Karl Maria Stepan (1894–1972), Landeshauptmann der Steiermark 1934–1938
- Michael Freiherr von Lütgendorf (1879–1974), k.u.k. Generalmajor, Vater von Karl Lütgendorf
- Fritz Silberbauer (1883–1974), Maler und Grafiker
- Maximilian de Angelis (1889–1974), General der Artillerie in der deutschen Wehrmacht
- Gustinus Ambrosi (1893–1975), Bildhauer und Lyriker
- Rudolf Szyszkowitz (1905–1976), Maler
- Anton Tautscher (1906–1976), Ökonom und Hochschullehrer
- Gustav Zigeuner (1886–1979), Präsident des Verfassungsgerichtshofes 1956–1957
- Hans Lieb (1887–1979), Chemiker, Hochschullehrer[17]
- Hans Schmid (1889–1979), Bürgermeister von Graz
- Rudolf List (1901–1979), Schriftsteller und Journalist
- Ernst Navratil (1902–1979), Gynäkologe und Hochschullehrer
- Ernst (Reno) Jungel (1893–1982), Graphiker und Maler
- Karl Vretska (1900–1983), Altphilologe
- Sándor Károly Klempa (1898–1985), Bischof, Administrator des Bistums Veszprém 1959–1972
- Fritz Hartlauer (1919–1985), bildender Künstler
- Georg Hansemann (1913–1990), Religionspädagoge
- Erich Edegger (1940–1992), Politiker
- Friedrich Schmiedl (1902–1994), Raketenpionier und Erfinder der Raketenpost
- Paul Urban (1905–1995), Physiker und Hochschullehrer
- Marion von Krafft-Ebing (1911–2002), Autorin
- Thomas Kenner (1932–2018), Arzt und Hochschullehrer
- Karlheinz Miklin (1946–2019), Jazzmusiker
- Friedrich Körner (1931–2021), Trompeter
- Maximilian Liebmann (1934–2022), Theologe
- Wolfgang Mantl (1939–2022), Jurist
- Wolfgang Pucher (1939–2023), Priester

Die sterblichen Überreste der ursprünglich am  St.-Leonhard-Friedhof beigesetzten k.u.k. Generäle Joseph Freiherr Vécsey de Vécse (1822–1890), Maximilian Ritter von Rodakowski (1825–1900) und  Eduard Freiherr Succovaty von Vezza (1839–1919) wurden später auf den Friedhof der Theresianischen Militärakademie nach Wiener Neustadt überführt.

## Bilder

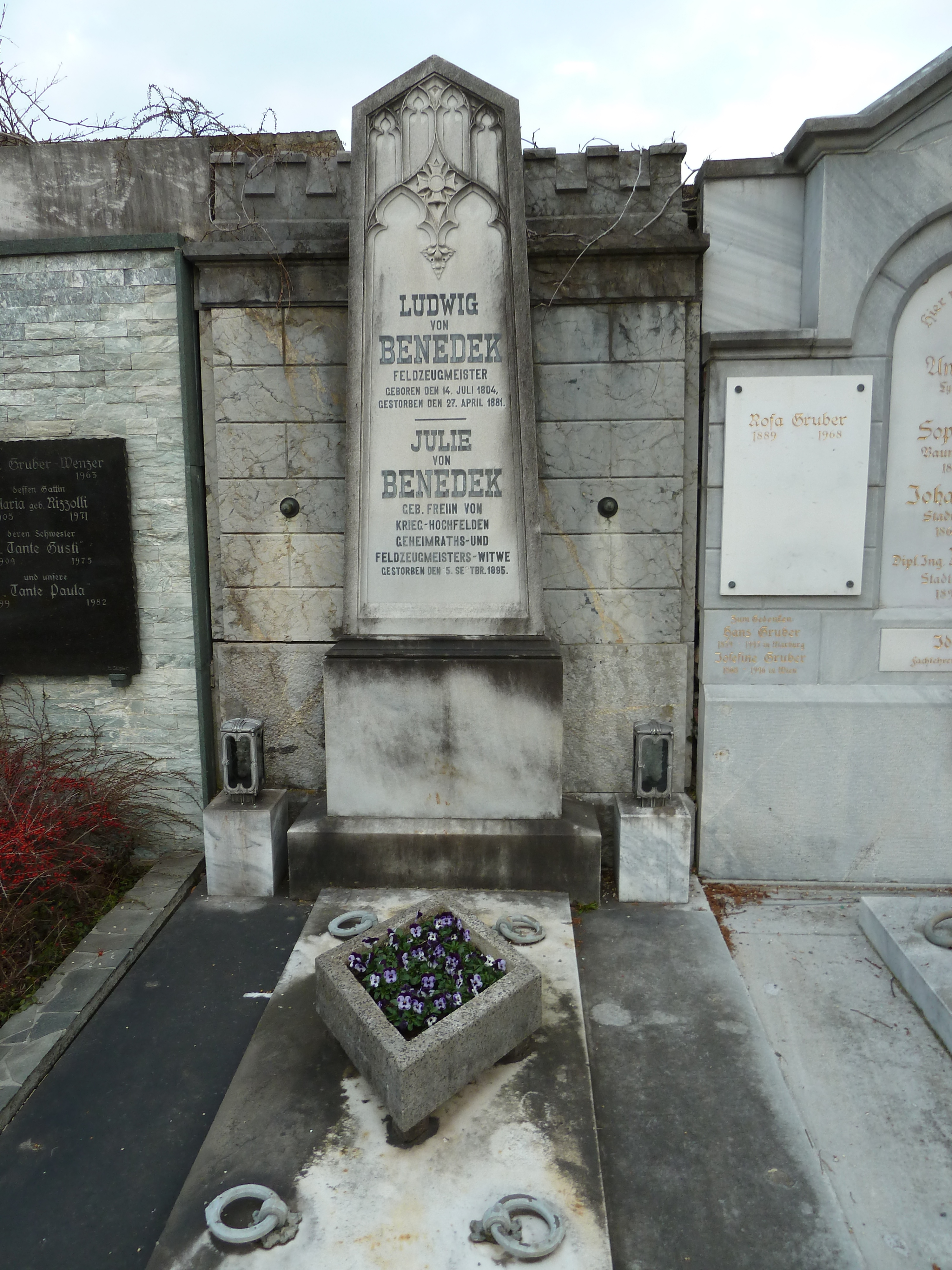
Grabstätte Ludwig von Benedek (1804–1881)
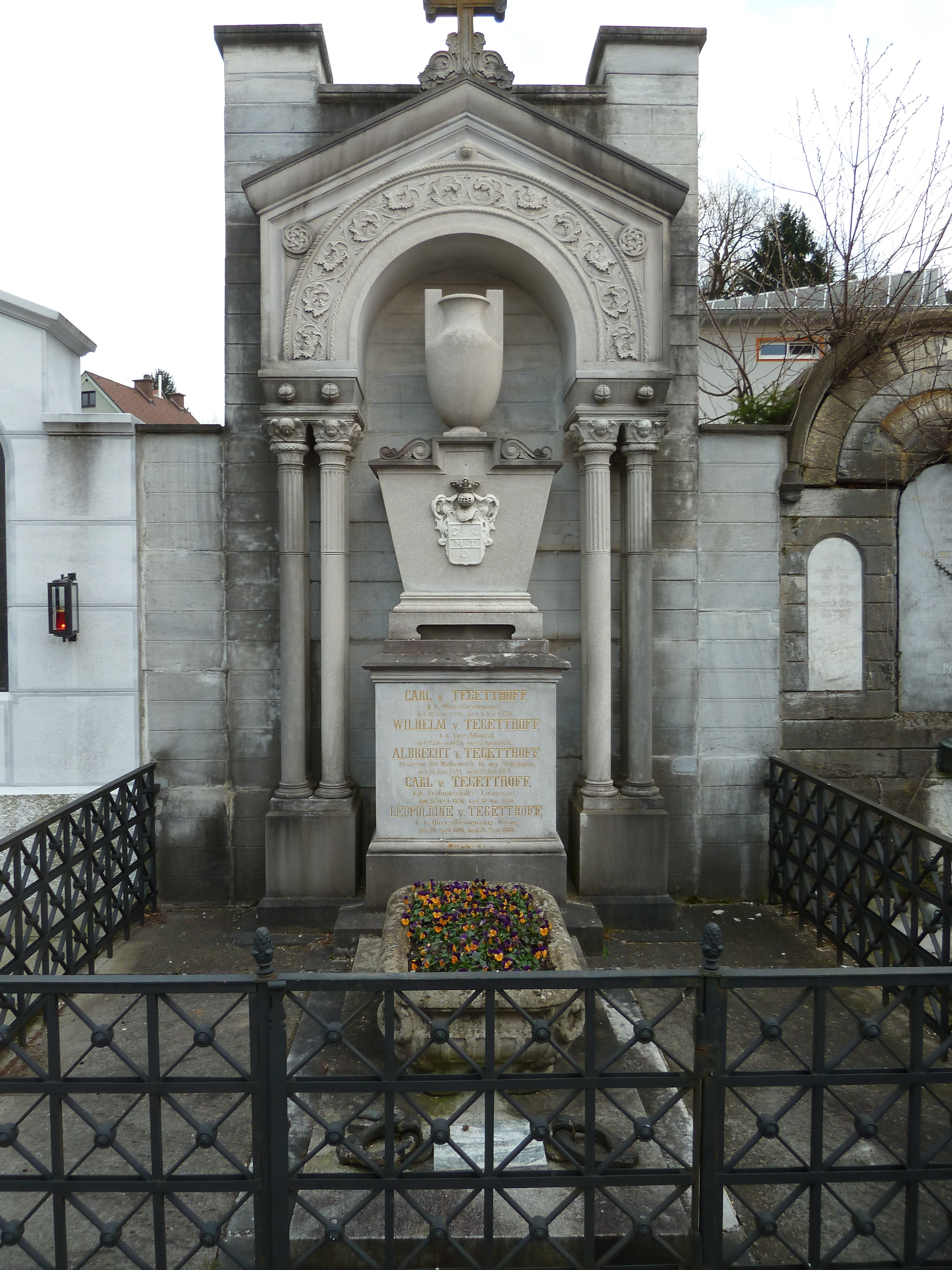
Grabstätte Wilhelm von Tegetthoff (1827–1871)
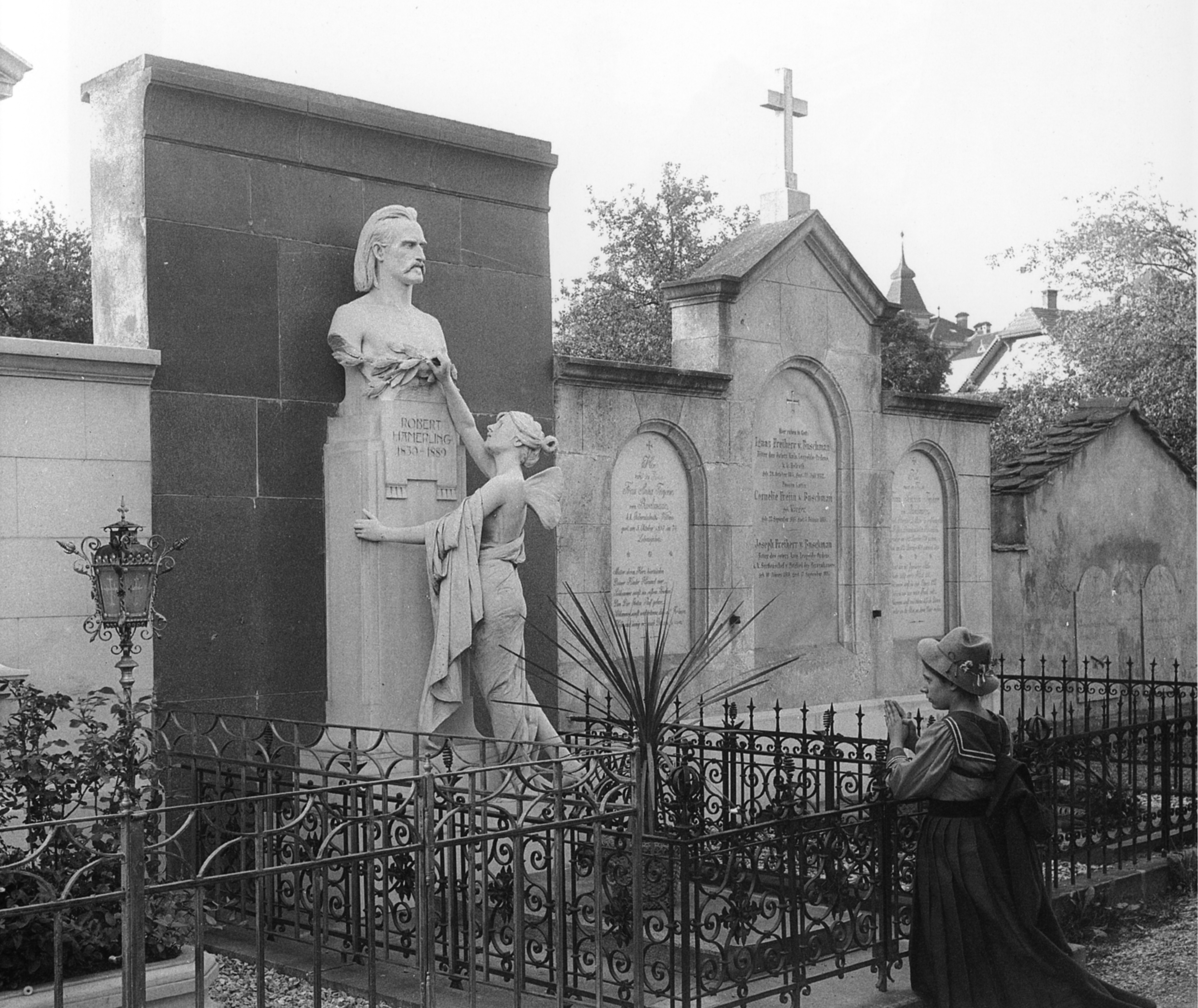
Grabstätte Robert Hamerling (1830–1889)
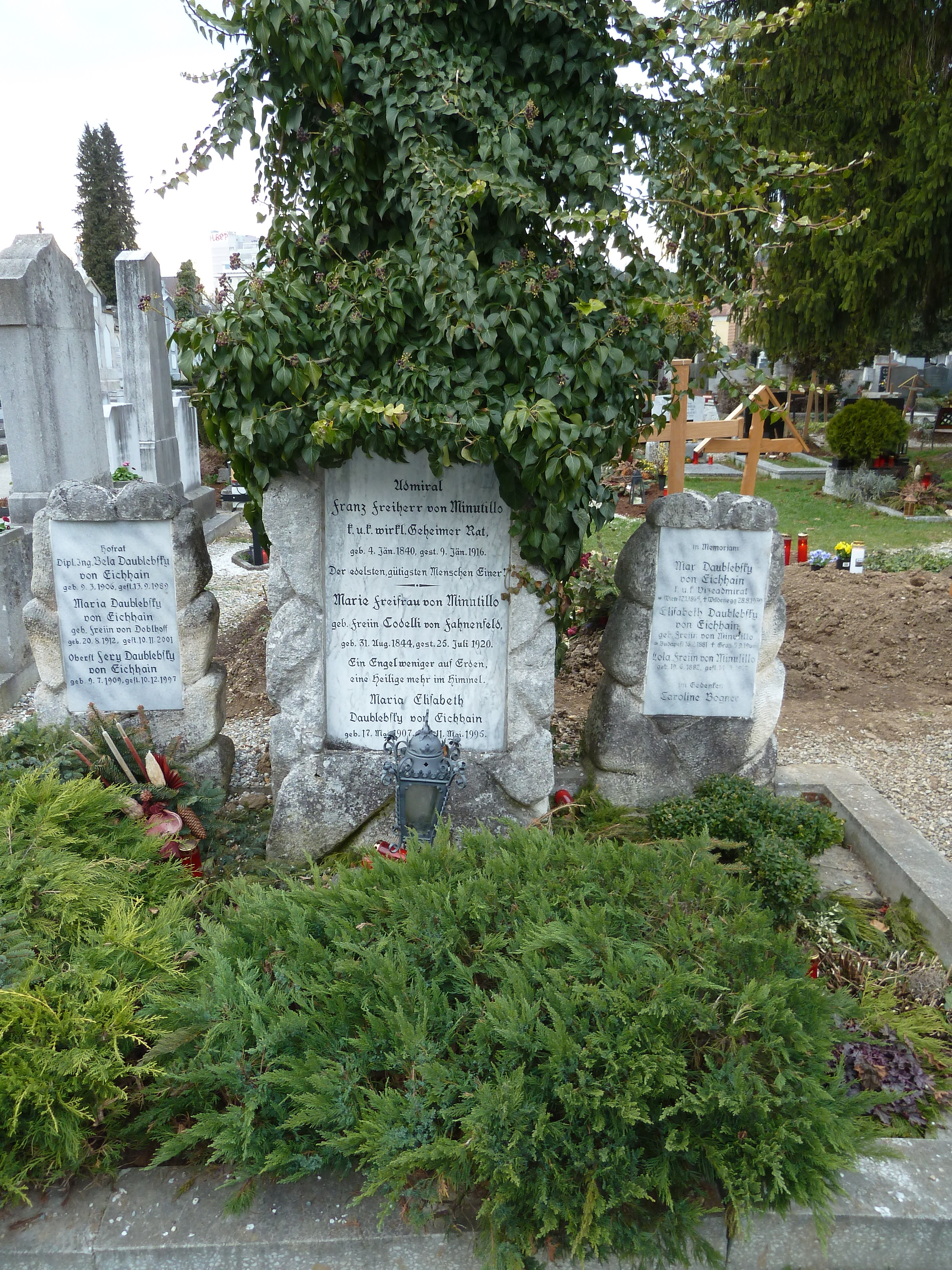
Grabstätte Minutillo und Daublebsky-Eichhain
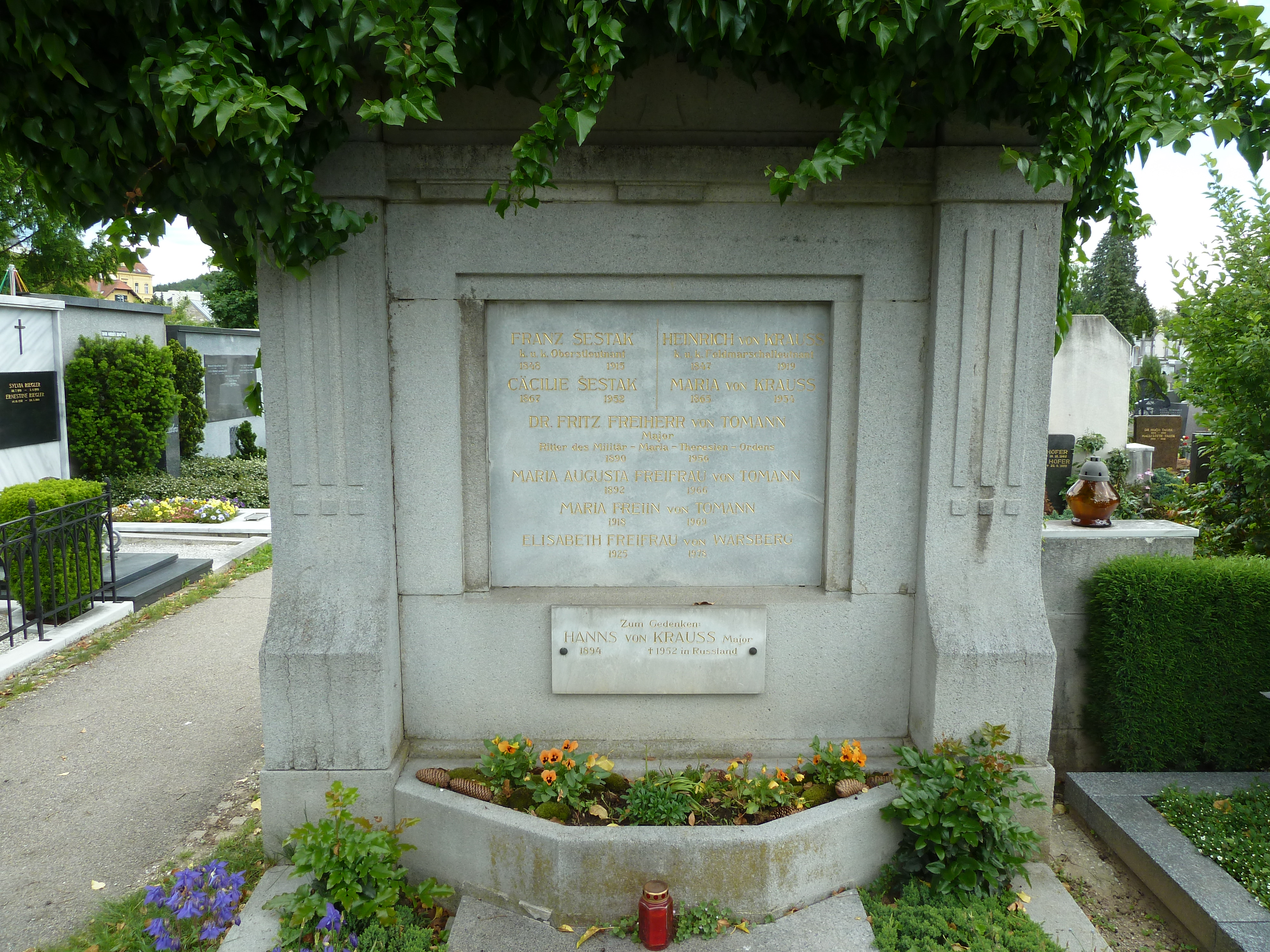
Grabstätte Heinrich von Krauss (1847–1919) und Fritz Tomann (1890–1955)